# 成源
成源（1993年10月8日—），是一名中国足球运动员，山东足球名宿。现在效力于中国足球超级联赛球队山东鲁能，司职前锋。

## 俱乐部生涯
2011年，成源进入山东青年参加2011年中国足球乙级联赛的名单。他在山东青年的两个赛季里在中乙联赛出场32次，射进9球。2013年9月，他被租借到葡萄牙足球甲级联赛球队科维良一个赛季。 同年10月23日，他在科维良主场0比2不敌里斯本竞技B队的比赛第86分钟替补出场，首次在葡萄牙联赛亮相。
成源出身于山东鲁能青训，上赛季被租借到泰州远大，在中甲出场11次，作为前锋只打进2球。赛季结束后，成源回归山东泰山。2015到2019年，成源一直在山东泰山效力，但在中超没有打进一个进球。

## 打人事件
2022年1月17日，一名来自新疆哈萨克族女生微博博主“我是美丽扎”在个人社交平台上，曝光了成源酒后对其进行了殴打，并且态度嚣张。因1月16日凌晨12点半左右在济南市么哈酒吧的厕所门口，成某酒后推搡该女子且拒不道歉，继而发生后续打人事件。
有人发出评论指出，当天晚上还有人在酒吧遭到成源的殴打，而且也是一位女士。这位女士表示，当晚被施暴者（山东泰山球员成源）对她推搡和辱骂，只因为她挡在成源面前，挡住了他的去路。该女士要求成源道歉，结果这位中超球员随即用手掐住她的脖子，如果当时不是有朋友在场，不敢想象结局会怎样。她还透露，与被殴打的新疆女生一起去的派出所后，没有人去人肉成源，监控视频已经被官方封锁，根本没有证据。成源的信息是他自己在酒吧门口酒醉大喊出来的。
山东省足协在接受采访时也表示，目前足协正与俱乐部及警方了解事发情况。一位业内人士告诉红星新闻，成源与山东鲁能泰山足球俱乐部的合同于去年12月月底刚刚到期，并没有续约。

## 荣誉

### 山东鲁能泰山
- 中国足球协会超级杯：2015